# Józef Wolny (1825–1903)
Józef Jan Wolny (ur. 14 maja 1825 w Węgierskiej Górce, zm. 1903 w Warszawie) – polski działacz  ruchu ludowego, poseł na Sejm Krajowy Galicji I i II kadencji, malarz portrecista.

## Życiorys
Był synem Tomasza Wolnego i Anny z Gałuszków. Ukończył C.K. Wyższą Szkołę Realną w Żywcu i szkołę techniczną w Krakowie. Pobierał też w latach 70. lekcje rysunku z żywego modela u Feliksa Szynalewskiego w Krakowie.
W roku 1856 ożenił się z Agnieszką hr. Strzałkówną. Od 1857 roku dziedzic majątku w Węgierskiej Górce, uruchomił tartak, cegielnię wapiennik i piekarnię, a w sąsiedniej Żabnicy wykarczował i wziął pod uprawę 17 mórg ziemi. Zmysł organizacyjny i osiągnięte sukcesy utorowały mu drogę do godności poselskiej i były mu pomocne w walce o reformowanie kraju na forum sejmowym. Pomoc i doradztwo w załatwianiu spraw w urzędach w imieniu niewykształconych chłopów przysporzyły mu popularności wśród okolicznej ludności.
W 1866 został wybrany na posła Sejmu Krajowego Galicji we Lwowie z IN kurii tzw. kurię włościańskiej reprezentując Okręg Żywiec-Ślemień-Milówka na miejsce Jana Siwca, którego wybór uznano za nieważny. Przemawiając w obronie interesów chłopskich w lwowskim sejmie stwierdził, że pochodzi z terenów „gdzie woda się zaczyna, a chleb kończy lub z innych źródeł, że reprezentuje ziemię gdzie chleba koniec, a wody początek”. Jako poseł zabiegał o komasację gruntów chłopskich, meliorację, intensyfikację i specjalizację produkcji rolniczej w szczególności w gospodarstwach małych.
W 1875 roku kupił 9 ha ziemi w Nawojówce w gminie Zawada koło Nowego Sącza. Tam wybudował nowoczesny młyn. W roku 1880 zajął się konstruowaniem maszyny latającej, na skutek czego popadł w długi, sprzedał gospodarstwo i wyjechał do Niemiec i Francji celem zdobycia pieniędzy na realizację swojego wynalazku. Wrócił do kraju po dwóch latach. Osiadł tym razem w Kołomyi, gdzie kupił dom i wraz z synem Ludwikiem prowadził na dużą skalę handel żywcem. W roku 1901 sprzedał swoją część majątku w Kołomyi synowi Ludwikowi i wyjechał do Warszawy, gdzie zmarł i jest pochowany.
Jako malarz tworzył głównie portrety niższych warstw społeczeństwa, eksponując szczególnie trudności chłopów gospodarujących w terenach górskich.
W Katowicach i Chorzowie jego imieniem nazywano ulice.